# Йормицьке сільське поселення
Йо́рмицьке сільське поселення (рос. Ёрмицкое сельское поселение) — муніципальне утворення у складі Усть-Цилемського району Республіки Комі, Росія. Адміністративний центр — село Йормиця.

## Населення
Населення — 316 осіб (2017, 424 у 2010, 629 у 2002, 789 у 1989).

## Склад
До складу поселення входять такі населені пункти:
| Населений пункт   | Населення, осіб (1989) | Населення, осіб (2002) | Населення, осіб (2010) |
| ----------------- | ---------------------- | ---------------------- | ---------------------- |
| Йормиця, село     | 367                    | 283                    | 179                    |
| Льождуг, присілок | 85                     | 66                     | 39                     |
| Хар'яга, селище   | 337                    | 280                    | 206                    |